# Concierto para quinteto
Le Concierto para quinteto est une composition d'Astor Piazzolla qui a été créée en 1971. Elle a été écrite pour le Quinteto Nuevo Tango, un ensemble composé d'un bandonéon, un violon, un piano, une contrebasse et une guitare électrique,.

## Contexte historique
L'œuvre a été créée en 1971, par le Quinteto Nuevo Tango, l'ensemble dans lequel Astor Piazzolla se produisait. À la fin des années 1960 et au début des années 1970, Piazzolla était dans l'une des phases de composition les plus productives de sa carrière.

## Analyse et structure
L'œuvre est écrite à l'origine pour un quintette composé de bandonéon, violon, guitare électrique, piano et contrebasse. Elle comporte trois mouvements ou sections qui sont joués en continu (attaca). Elle a une durée approximative de 9 minutes.
Cette pièce témoigne de la maturité du style du compositeur.
Il comporte trois mouvements dans la forme traditionnelle du concerto : rapide-lent-rapide. Ils sont exécutés en attaca, ce qui donne l'impression d'une œuvre ininterrompue.
La partition est publiée par les éditions Tonos à Darmstadt.

### Premier mouvement
Le premier mouvement (mesures 1-79) est une sorte de prélude, dont les 44 premières mesures utilisent une procédure de basse continue à partir d'une gamme en do♯ mineur. Cette interprétation de la gamme diatonique descendante est jouée par le piano et la contrebasse. Le morceau donne une impression de régularité harmonique, mais celle-ci est contrecarrée par l'apparition, aux mesures 7 et 8, de triades mineures qui, ensemble, génèrent des clusters de tri-tons.
Dans le passage des mesures 17 à 31, il y a une utilisation accrue de rythmes syncopés qui augmentent la tension, à commencer par le motif rythmique avec les accents 3 + 3 + 2, par opposition à l'ostinato rythmique avec lequel le morceau commence dans la basse. Dans les mesures 32 à 40, il y a un changement de texture dans la basse avec une note ronde dans chaque mesure, ainsi que dans le piano avec des accords à la main droite, tandis que le bandonéon, le violon et la guitare jouent un passage à l'unisson dérivé d'un thème précédent.
Aux mesures 41 à 44, le matériel d'introduction est récapitulé, mais il est brisé et varié dans une nouvelle section contrapuntique dans laquelle des séquences de quintes descendantes apparaissent des mesures 45 à 61. À la mesure 59, un accord de do♯7 apparaît, créant une dissonance qui brise la cadence, provoquant l'effondrement de la tonalité. Dans les mesures 62 à 79, il s'agit d'une transition vers la section suivante dans laquelle le violon occupe le devant de la scène avec une mélodie lyrique et douce, qui établit l'ambiance du style du deuxième mouvement.

### Deuxième mouvement
Cela se produit entre les mesures 80 et 158 de l'œuvre. Sa tonalité est ambiguë et oscille entre la mineur (la tonalité dans laquelle se termine le premier mouvement) et mi♭ majeur. Ce mouvement comporte trois sections (A-B-A), qui utilisent le même matériel thématique mais dans des contextes tonaux différents et avec des instruments différents. Piazzolla évite les textures polyphoniques dans ce mouvement et utilise les instruments comme solistes (homophonie).

### Troisième mouvement
Le troisième mouvement commence à la mesure 159, dans la tonalité de do mineur. Cette section revient aux techniques contrapuntiques, bien qu'avec un nouveau motif dans la basse, avec quelques procédures quasi-fugato. La texture s'étoffe lentement à mesure que les voix entrent l'une après l'autre, atteignant un point culminant à la mesure 199 avec les instruments jouant à l'unisson. Vers la fin du mouvement, la guitare électrique a une section marquée "improvisando" avec des accords marqués, ce qui lui donne la possibilité de générer une section improvisée.

## Discographie
- Astor Piazzolla: Concierto para Quinteto. RCA Victor, 1971[3]
- Nuevo Tango: Hora Zero. Astor Piazzolla, bandonéon; Héctor Console, contrebasse; Horacio Malvicino, guitare électrique; Pablo Ziegler, piano; Fernando Suárez Paz, violon. AMCL 1013 2, 1986[4]
- The Central Park Concert. Grabación en vivo: 6 de septiembre de 1987. Astor Piazzolla, bandonéon; Héctor Console, contrebasse; Horacio Malvicino, guitare électrique; Pablo Ziegler, piano; Fernando Suárez Paz, violon. Chesky Records, 1994[5]
- Gary Burton – Astor Piazzolla Reunion - A Tango Excursion. Gary Burton, vibraphone; Daniel Binelli, bandonéon; Héctor Console, contrebasse; Horacio Malvicino, guitare électrique; Pablo Ziegler, piano. Concord Jazz, 1998[6]
- Gidon Kremer: Hommage à Piazzolla. Gidon Kremer, violon. Nonesuch, 1996[7]